# 豊橋三菱ふそう自動車販売
豊橋三菱ふそう自動車販売株式会社（とよはしみつびしふそうじどうしゃはんばい）は、愛知県豊橋市に本社を置く、三菱ふそうトラック・バスが製造したトラック・バスを取り扱う自動車販売会社である。
他社も出資している関係などから、「三菱ふそうトラック・バス ○○ふそう」と言った広域統合の対象とはならない。

## 概要
愛知県豊橋地域において、三菱ふそう車の新車・中古車（三菱自動車工業の頃に製造された車両を含む）の販売・修理などを行っている。

## 沿革
- 1929年6月1日 - 太平自動車商会として創設[1]。
- 1950年8月 - 太平商事株式会社を新設、三菱ふそう特約販売店となる。
- 1968年11月 - 豊橋三菱ふそう自動車販売株式会社に商号変更。
- 1976年8月 - 下地工場を開設。
- 1983年7月 - ゴルフヴィラ・ローラン（ゴルフ練習場・ゴルフショップ）開業。
- 1984年3月 - 明石整備株式会社を設立[2]。
- 1990年1月 - 本社工場を開設。
- 2006年6月 - 株式会社CVトレーディングを設立。
- 2011年11月 - プジョー正規代理店 プジョー豊橋を開業。
- 2014年3月 - プジョー・シトロエン正規代理店 シトロエン豊橋を開業。
- 2015年
  - 4月 - 豊菱自動車商会株式会社を設立。
  - 9月 - ゴルフパートナー豊橋ゴルフヴィラ・ローラン店を開業。
- 2016年9月 - CVトレーディングを太平自動車商会株式会社に商号変更。

## 拠点
- 本社

愛知県豊橋市下地町字橋口31
- 本社サービス工場

愛知県豊橋市下地町字橋口32
- ゴルフヴィラ・ローラン

愛知県豊橋市下地町字前田4-1

## 愛知県内の他の三菱ふそうディーラー
- 三菱ふそうトラック・バス 東海ふそう